# Golovinovka
Golovinovka (azerbajdzjanska: Heydərabad) är en ort i Azerbajdzjan.   Den ligger i distriktet Saatlı Rayonu, i den sydöstra delen av landet, 140 km väster om huvudstaden Baku. Antalet invånare är 685.
Terrängen runt Golovinovka är mycket platt. Runt Golovinovka är det ganska tätbefolkat, med 72 invånare per kvadratkilometer.. Närmaste större samhälle är Saatlı, 9,2 km norr om Golovinovka.
Trakten runt Golovinovka består till största delen av jordbruksmark.